# Cándido Méndez Rodríguez
Cándido Méndez Rodríguez (Barcarrota, 28 januari 1952) is de huidige algemeen secretaris van de Unión General de Trabajadores (UGT) en een voormalige voorzitter van het Europees Verbond van Vakverenigingen (EVV). Daarnaast zetelde hij in het Congreso de los Diputados en in het Parlamento de Andalucía voor de Partido Socialista Obrero Español (PSOE).

## Levensloop
Hij begon zijn carrière als technisch ingenieur in de Chemische metallurgie. In 1970 sloot hij zich aan bij  de UGT en werd hij eveneens lid van de PSOE. 
In 1980 werd hij voor de UGT verkozen tot provinciaal secretaris van de provincie Jaen en in 1986 tot algemeen secretaris van de regio Andalusië. Op politiek vlak werd hij verkozen tot volksvertegenwoordiger van de PSOE in het Andalusische Parlement en het Congres van Afgevaardigden. Hij oefende deze functie uit van 1982 tot '86. Op 10 april 1994 werd hij verkozen tot algemeen-secretaris van de UGT met 75.25% van de stemmen, een functie die hij tot op heden bekleedt.
Tijdens het 10de Congres van de EVV werd hij verkozen tot voorzitter, een functie die hij uitoefende tot 2007.
- Biblioteca Nacional de España: XX892996
- Gemeinsame Normdatei: 1047636417
- International Standard Name Identifier: 0000 0001 3956 7803
- Système universitaire de documentation: 176439153
- Virtual International Authority File: 208129247
- WorldCat: E39PBJxMphJrrCyXGPMwHyDXh3

Gerelateerde onderwerpen: Vakbond · Vakcentrale · Syndicalisme · Sociale zekerheid · Arbeid · Werkloosheid